# SAKAIです〜デザートーク〜
『SAKAIです〜デザートーク〜』（さかいです デザートーク）は、日本テレビ系列局で放送されていた田辺エージェンシーとD3 Company共同製作のトーク番組。製作局の日本テレビでは1986年9月29日から1987年10月2日まで、毎週月曜 - 金曜 13:30 - 13:55 （日本標準時）に放送。

## 概要
堺正章が司会を務めたトーク番組で、アシスタントは吉川十和子が務めた。
番組タイトルの「デザートーク」とは、「デザート」と「トーク」を組み合わせた造語である。後期にはサブ司会にキャスターの久和ひとみを加え、タイトルから「SAKAIです」を外し、番組タイトルが『デザートーク』に改題された。また、当初は堺の曲「二十三夜」をエンディングテーマに使用していたが、後期は今井優子のデビュー曲「哀しみのペイヴメント」が採用された。
「午後は○○おもいッきりテレビ」開始に伴い枠の統合が行われたため、当番組をもって13時台のバラエティ番組は軒並み終了した（「三枝成章の気まぐれ」も終了。「ごちそうさま」は「おもいッきり - 」の1コーナーに統合）。

## スタッフ
- 構成：秋元康、遠藤察男、井辺清、SOLD OUT
- 音響効果：佐藤昭
- タイムキーパー：山田英子
- 編集：鈴木敬二（IMAGICA）
- スタイリスト：草薙京子
- ヘアメイク：平山美恵子
- ディレクター：窪田豊（D3 Company）
- プロデューサー：新井義春（D3 Company）、園田広実（日本テレビ）
- 制作：D3 Company
- 企画：田辺エージェンシー 川村光生
- 企画制作：日本テレビ
- 製作著作：田辺エージェンシー、D3 Company

## 放送局
系列は番組終了時（1987年10月2日）のもの。
| 放送対象地域   | 放送局             | 系列                          | ネット形態 | 備考  |
| -------------- | ------------------ | ----------------------------- | ---------- | ----- |
| 関東広域圏     | 日本テレビ         | 日本テレビ系列                | 製作局     |       |
| 北海道         | 札幌テレビ         | 日本テレビ系列                | 同時ネット |       |
| 岩手県         | テレビ岩手         | 日本テレビ系列                | 同時ネット |       |
| 宮城県         | ミヤギテレビ       | 日本テレビ系列                | 同時ネット |       |
| 山形県         | 山形放送           | 日本テレビ系列 テレビ朝日系列 | 遅れネット |       |
| 福島県         | 福島中央テレビ     | 日本テレビ系列                | 同時ネット |       |
| 新潟県         | テレビ新潟         | 日本テレビ系列                | 同時ネット |       |
| 福井県         | 福井放送           | 日本テレビ系列                | 遅れネット |       |
| 山梨県         | 山梨放送           | 日本テレビ系列                | 遅れネット |       |
| 長野県         | 信越放送           | TBS系列                       | 遅れネット |       |
| 静岡県         | 静岡第一テレビ     | 日本テレビ系列                | 同時ネット |       |
| 中京広域圏     | 中京テレビ         | 日本テレビ系列                | 同時ネット |       |
| 近畿広域圏     | 読売テレビ         | 日本テレビ系列                | 同時ネット |       |
| 鳥取県・島根県 | 日本海テレビ       | 日本テレビ系列 テレビ朝日系列 | 同時ネット |       |
| 広島県         | 広島テレビ         | 日本テレビ系列                | 同時ネット |       |
| 山口県         | 山口放送           | 日本テレビ系列 テレビ朝日系列 | 遅れネット |       |
| 香川県・岡山県 | 西日本放送         | 日本テレビ系列                | 同時ネット |       |
| 徳島県         | 四国放送           | 日本テレビ系列                | 遅れネット |       |
| 愛媛県         | 南海放送           | 日本テレビ系列                | 遅れネット |       |
| 高知県         | 高知放送           | 日本テレビ系列                | 遅れネット |       |
| 福岡県         | 福岡放送           | 日本テレビ系列                | 同時ネット |       |
| 長崎県         | 長崎放送           | TBS系列                       | 遅れネット |       |
| 熊本県         | くまもと県民テレビ | 日本テレビ系列                | 同時ネット |       |
| 大分県         | 大分放送           | TBS系列                       | 遅れネット |       |
| 宮崎県         | 宮崎放送           | TBS系列                       | 遅れネット |       |
| 鹿児島県       | 鹿児島テレビ       | フジテレビ系列 日本テレビ系列 | 同時ネット | [ 1 ] |
| 沖縄県         | 沖縄テレビ         | フジテレビ系列                | 遅れネット |       |